# Maria Celeste
Schwester Maria Celeste (* 16. August 1600 in Padua; † 2. April 1634), geborene Virginia Galilei, war eine Nonne. Sie war die Tochter des Wissenschaftlers Galileo Galilei und von Marina Gamba.

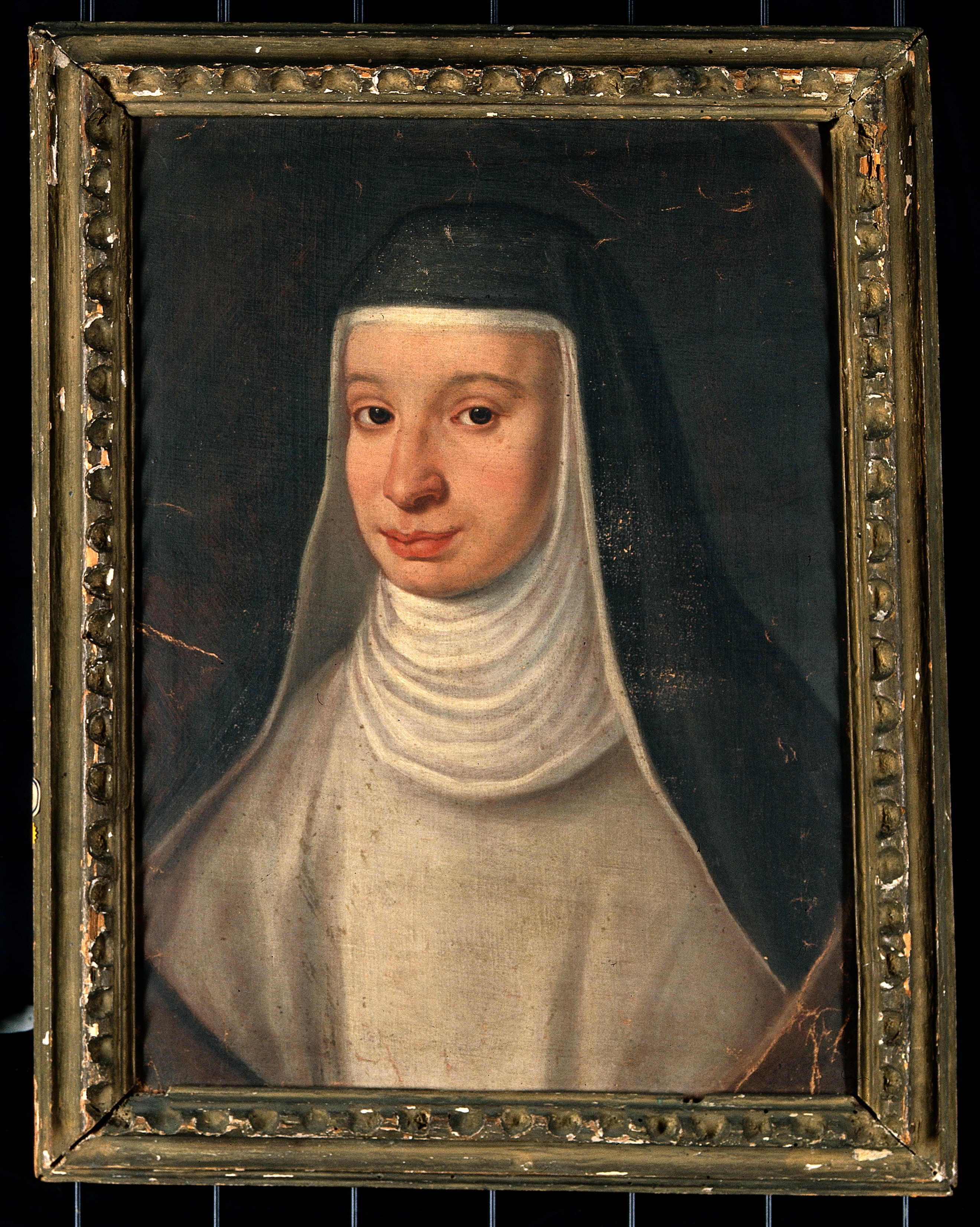
Nonne, üblicherweise identifiziert als Schwester Maria Celeste

## Leben
Virginia war die älteste von drei Geschwistern, mit einer Schwester Livia und einem Bruder Vincenzio. Alle drei waren außerehelich geboren, und die Töchter galten als nicht heiratswürdig. So schickte Galilei – inzwischen in Florenz lebend – beide kurz nach Virginias dreizehntem Geburtstag in das Klarissenkloster San Matteo in Arcetri. Als Virginia am 4. Oktober 1616 ihr Gelübde ablegte, wählte sie zu Ehren der Jungfrau Maria und der Liebe ihres Vaters zur Astronomie ihren religiösen Namen Maria Celeste.

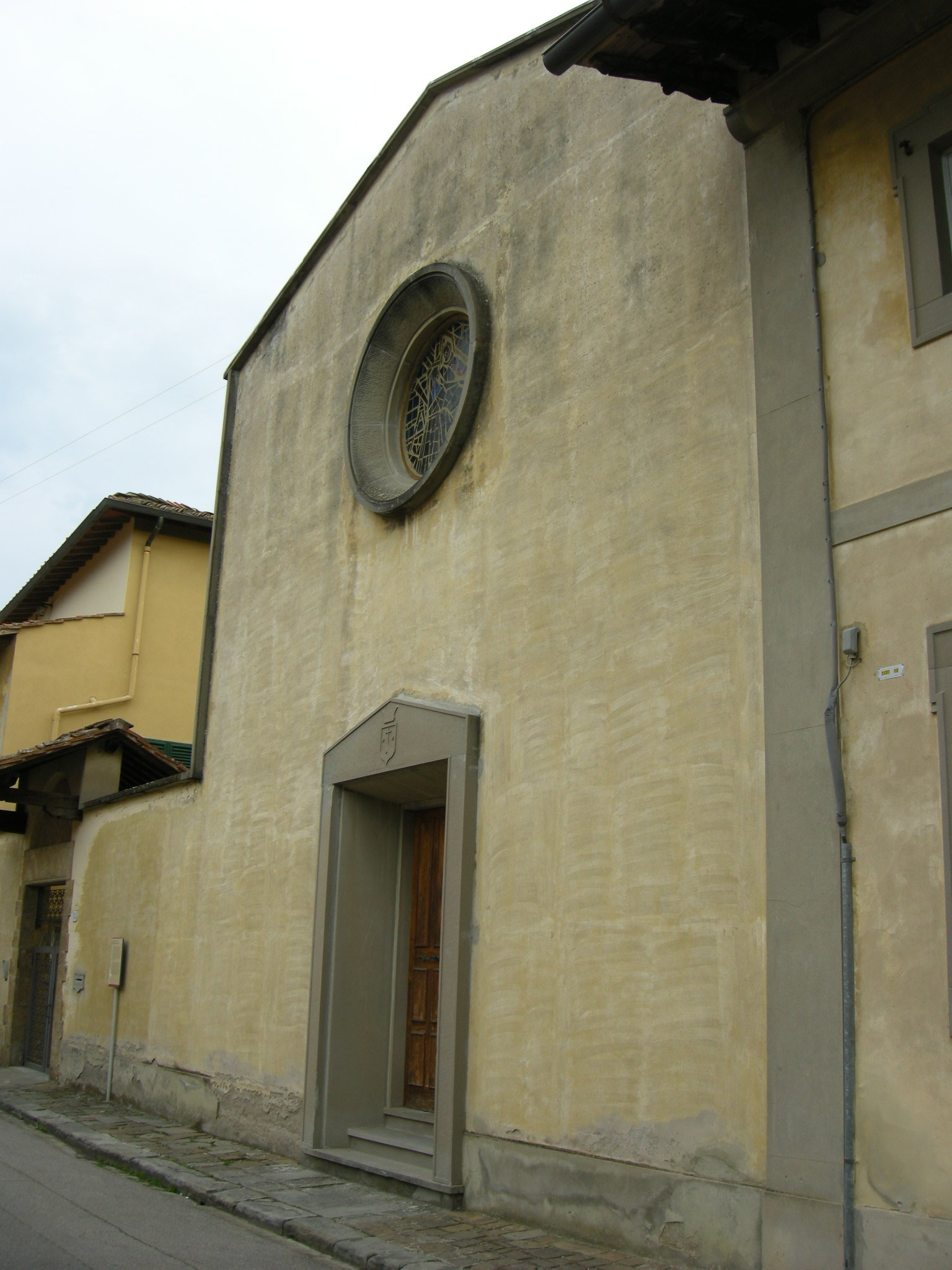
Kloster San Matteo in Arcetri

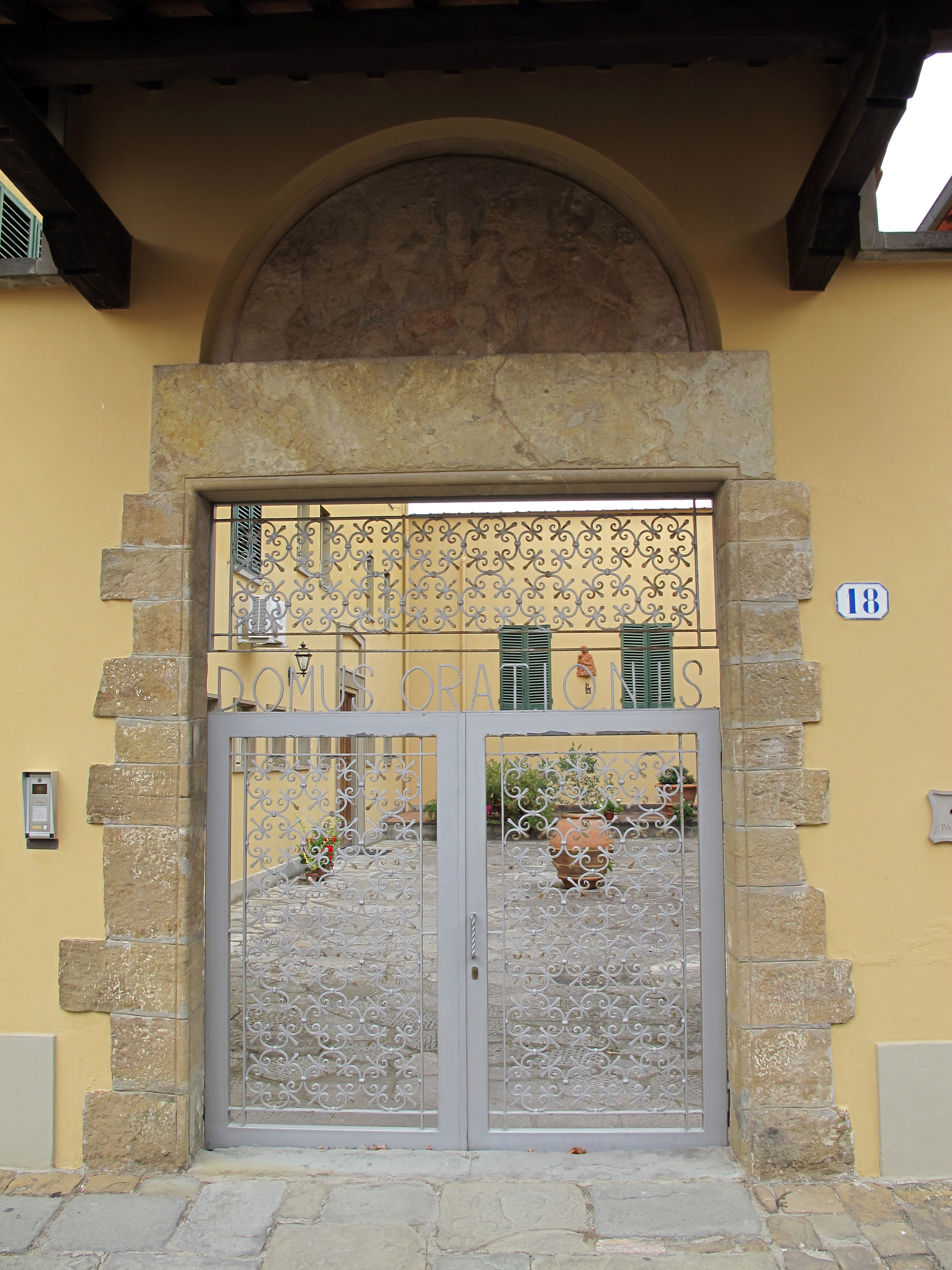
Kloster San Matteo, Pforte

Über das Leben von Schwester Maria Celeste bis 1623 ist wenig bekannt. Aus der Zeit von 1623 bis 1634 aber sind etwa 120 Briefe an ihren Vater erhalten geblieben. Aus diesen geht das Bild einer liebevollen Tochter hervor, die sich stets um das Wohlergehen ihres Vaters bemüht. Maria Celeste diente als Apothekerin von San Matteo (da sie selbst bei schwacher Gesundheit war) und schickte ihrem Vater Kräuter zur Behandlung seiner Krankheiten. Zudem verwaltete sie die Finanzen des Klosters und bat ihren Vater häufig um Hilfe zur Instandhaltung des Klosters.
1631 kaufte Galilei die Villa Il Goiello in Arcetri, in der Nähe des Klosters. Ab 1633 verbrachte er hier seine letzten Lebensjahre unter Hausarrest nach Verurteilung durch die Inquisition und erzwungenem Widerruf seiner Ansichten zum Heliozentrismus. Ein Teil der ihm auferlegten Strafe lautete: „Als heilsame Buße erlegen wir Ihnen auf, während der nächsten drei Jahre einmal wöchentlich die sieben Bußpsalmen zu rezitieren.“ Maria Celeste nahm es auf sich, diese Buße für ihn zu vollziehen.
Kurz nachdem Galilei nach Arcetri zurückgekehrt war, erkrankte Maria Celeste an Ruhr und starb am 2. April 1634 im Alter von 33 Jahren.
Galilei beschrieb Maria Celeste als „eine Frau von erlesenem Gemüt, einzigartiger Güte und mir sehr zugeneigt“.

## Werke

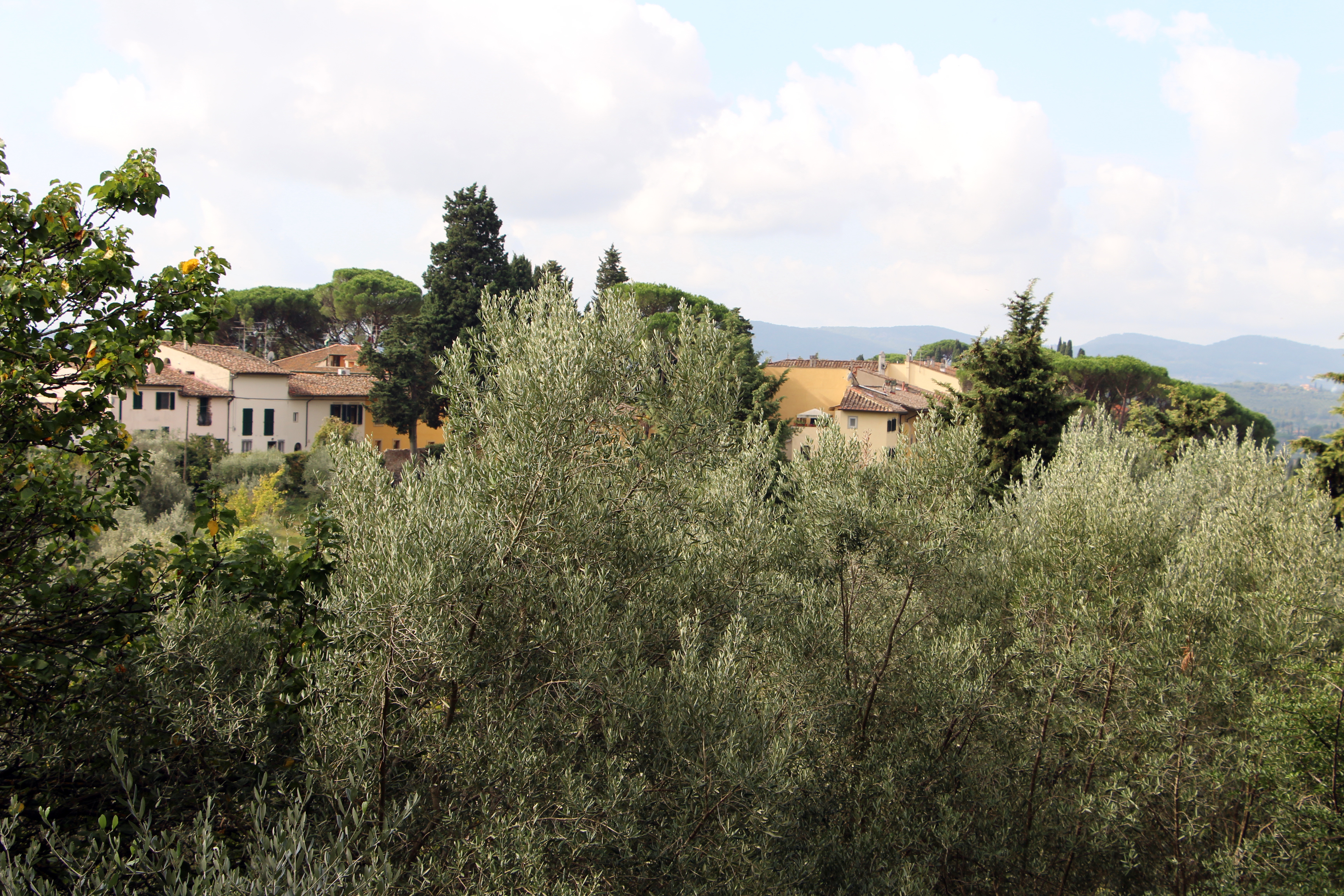
Sicht auf die Villa "Il Gioiello" vom Kloster San Matteo

Nach Galileos Tod wurden unter seinen Papieren 124 Briefe von Maria Celeste entdeckt, die zwischen 1623 und 1633 geschrieben worden waren. Die Antworten Galileis sind verloren gegangen. Die Briefe von Maria Celeste sind veröffentlicht worden:
- (auf Italienisch) Virginia Galilei, Lettere al padre auf Wikisource
- (auf Englisch) Galilei, Maria Celeste, und Sobel, Dava: Briefe an den Vater: suor Maria Celeste an Galileo, 1623–1633. Walker & Co., New York 2001. Auch online

## Rezeption
- Maria Celeste erscheint als Figur in dem Stück Leben des Galilei von Bertolt Brecht und Margarete Steffin. Das Stück gibt keine genaue Schilderung ihres Lebens, da es ihre Verlobung und nicht ihr Gelübde als Nonne darstellt.
- Die Internationale Astronomische Union hat den Einschlagkrater Maria Celeste auf dem Planeten Venus nach ihr benannt.[4]